# Iz*One
IZ*ONE (hangul: 아이즈원, RR: Aijeuwon, katakana: アイズワン) var en sydkoreansk och japansk tjejgrupp formad genom Mnets reality musikprogram Produce 48. Gruppen bestod av 12 medlemmar: Eunbi, Sakura, Hyewon, Yena, Chaeyeon, Chaewon, Minju, Nako, Hitomi, Yuri, Yujin, och Wonyoung. IZ*ONE gjorde sin debut den 29 oktober 2018 med albumet COLOR*IZ och singeln La Vie En Rose.
Trots inledande samtal om förlängning av kontrakt bekräftade Mnet den 10 mars 2021 att de officiellt kommer att upplösas i april. Gruppen upplöstes 29 april 2021. 

## Historia

### Formationen under Produce 48
Gruppens medlemmar valdes ut genom survival-programmet Produce 48, där det är tittarna som röstar på deltagarna och väljer ut de slutgiltiga medlemmarna. Programmet sändes från den 15 juni till den 31 augusti 2018, och var ett samarbete med det tidigare kända koreanska survival-programmet Produce 101, och den japanska gruppen AKB48 samt deras systergrupper. Tidigare grupper från Produce 101 är I.O.I och Wanna One.
IZ*ONE har ett kontrakt på två år och sex månader.

### Efter debut
Den 29 oktober 2018 släpptes EP:et COLOR*IZ med singeln La Vie En Rose. Singeln framfördes för första gången på deras konsert Color*Iz Show-Con på Olympic Hall i Seoul på samma dag då albumet släpptes, varav alla biljetter såldes ut inom en minut. Det första dygnet såldes mer än 30 000 exemplar av albumet, vilket gjorde COLOR*IZ debutalbumet med mest antal album sålda inom ett dygn på Hanteo Chart. Musikvideon till singeln La Vie En Rose som lades upp på YouTube fick över 4,5 miljoner visningar inom 24 timmar, och därmed blev den musikvideon till debutsingeln från en Koreansk artist/grupp med mest visningar inom ett dygn. Den 8 november blev IZ*ONE den snabbaste gruppen som vann ett pris på ett musikprogram, när de vann på Mnets musikprogram M Countdown med La Vie en Rose, ett nytt rekord på 10 dagar efter deras officiella debut.

## Medlemmar
| Artistnamn   | Artistnamn | Födelsenamn     | Födelsenamn  | Födelsedatum      |
| Romanisering | Hangul     | Romanisering    | Hangul/Kanji | Födelsedatum      |
| ------------ | ---------- | --------------- | ------------ | ----------------- |
| Eunbi        | 은비       | Kwon Eunbi      | 권은비       | 27 september 1995 |
| Sakura       | 사쿠라     | Miyawaki Sakura | 宮脇 咲良    | 13 mars 1998      |
| Hyewon       | 혜원       | Kang Hyewon     | 강혜원       | 5 juli 1999       |
| Yena         | 예나       | Choi Yena       | 최예나       | 29 september 1999 |
| Chaeyeon     | 채연       | Lee Chaeyeon    | 이채연       | 11 januari 2000   |
| Chaewon      | 채원       | Kim Chaewon     | 김채원       | 1 augusti 2000    |
| Minju        | 민주       | Kim Minju       | 김민주       | 5 februari 2001   |
| Nako         | 나코       | Yabuki Nako     | 矢吹奈子     | 18 juni 2001      |
| Hitomi       | 히토미     | Honda Hitomi    | 本田仁美     | 6 oktober 2001    |
| Yuri         | 유리       | Jo Yuri         | 조유리       | 22 oktober 2001   |
| Yujin        | 유진       | Ahn Yujin       | 안유진       | 1 september 2003  |
| Wonyoung     | 원영       | Jan Wonyoung    | 장원영       | 31 augusti 2004   |

## Diskografi

### EP
| Titel    | Detajler | Topplacering | Topplacering | Topplacering | Topplacering | Sålt                         |
| Titel    | Detajler | KOR          | JPN          | JPN Hot.     | US World     | Sålt                         |
| -------- | --- | ------------ | ------------ | ------------ | ------------ | ---------------------------- |
| Color*Iz | - Släppt: October 29, 2018 - Skivbolag: Off the Record Entertainment - Format: CD, digital nedladdning, streaming audio | 2            | 1            | 3            | 9            | - KOR: 184,725 - JPN: 37,713 |

### Singlar
| "La Vie en Rose" (라비앙로즈)                                                    | 2018 | 14             | 11             | —              | 21             | 6              | - US: 1,000    | Color*Iz      |
| "I want to say I like you(Suki to Iwasetai)" (好きと言わせたい)                  | 2019 | Ej släppt ännu | Ej släppt ännu | Ej släppt ännu | Ej släppt ännu | Ej släppt ännu | Ej släppt ännu | Endast singel |
| "—" betyder att albumet inte fått någon position eller ej var släppt i regionen. |      |                |                |                |                |                |                |               |

## Priser och nomineringar

### Asia Artist Awards
| År   | Kategori             | Mottagare | Resultat |
| ---- | -------------------- | --------- | -------- |
| 2018 | Årets Rookie – Musik | IZ*ONE    | Vann     |

### Gaon Chart Music Awards
| År   | Kategori         | Mottagare | Resultat   |
| ---- | ---------------- | --------- | ---------- |
| 2019 | Årets Nya Artist | IZ*ONE    | Ej avgjort |

### Golden Disc Awards
| År   | Kategori                         | Mottagare | Resultat  |
| ---- | -------------------------------- | --------- | --------- |
| 2019 | Årets Rookie – Album             | IZ*ONE    | Vann      |
| 2019 | Popularitetspriset               | IZ*ONE    | Nominerad |
| 2019 | NetEase Mest Populära K-pop Star | IZ*ONE    | Nominerad |

### Melon Music Awards
| År   | Kategori                   | Mottagare | Resultat  |
| ---- | -------------------------- | --------- | --------- |
| 2018 | Bästa Nya Kvinnliga Artist | IZ*ONE    | Nominerad |

### Mnet Asian Music Awards
| År   | Kategori                         | Mottagare | Resultat  |
| ---- | -------------------------------- | --------- | --------- |
| 2018 | Bästa Nya Kvinlliga Artist/Grupp | IZ*ONE    | Vann      |
| 2018 | Årets Artist                     | IZ*ONE    | Nominerad |
| 2018 | Ny Asiatisk Artist/Grupp         | IZ*ONE    | Vann      |

### Seoul Music Awards
| År   | Kategori            | Mottagare | Resultat   |
| ---- | ------------------- | --------- | ---------- |
| 2019 | Nya Artist Priset   | IZ*ONE    | Ej avgjort |
| 2019 | Popularitetspriset  | IZ*ONE    | Ej avgjort |
| 2019 | Hallyu Special Pris | IZ*ONE    | Ej avgjort |

### V Live Awards
| År   | Kategori     | Mottagare | Resultat |
| ---- | ------------ | --------- | -------- |
| 2019 | Rookie Top 5 | IZ*ONE    | Vann     |